# Шани (Оклахома)
Шани (енгл. Shawnee) град је у америчкој савезној држави Оклахома.

## Демографија
По попису из 2010. године број становника је 29.857, што је 1.165 (4,1%) становника више него 2000. године.
| Група             | 2000.          | 2010.          |
| Белци             | 21.742 (75,8%) | 21.135 (70,8%) |
| Афроамериканци    | 1.164 (4,1%)   | 1.261 (4,2%)   |
| Азијати           | 273 (1,0%)     | 238 (0,8%)     |
| Хиспаноамериканци | 781 (2,7%)     | 1.522 (5,1%)   |
| Укупно            | 28.692         | 29.857         |